# Solução ideal
Em química e física é muito comum usarmos aproximações para estudarmos a características da natureza. Uma solução ideal, diferente de uma solução diluída ideal, é aquela na qual consideramos que tanto o solvente quanto o soluto da solução são muito semelhantes entre si (possuem simetria e tamanhos semelhante), em outras palavras, a interação entre ambos também é semelhante e portanto todas as forças intermoleculares são iguais. Considere que tenhamos um solvente A e um soluto B, a força de interação de A-A, B-B e B-A serão iguais. Isso implica em alguns características como:
- A entalpia da solução é zero;

{\displaystyle \ {\Delta }H=0}
- A variação do volume da mistura também será zero;

{\displaystyle \ {\Delta }V=0}
- Tem um calor de mistura zero;

{\displaystyle \ {\Delta }C=0}
- Obedecem à lei de Raoult

Quanto mais próxima de zero for a entalpia de solução, mais "ideal" é a solução (química). Isto é um fato importante frente às propriedades coligativas; quando calculados, os valores tornam-se mais exatos quanto mais ideal for a solução. De acordo com Hildebrand, uma solução ideal tem um calor de mistura zero. Uma causa principal de não-idealidade surge quando ocorre não-aditividade (química) de volume na mistura.